# محمدحسین خلیلی اردکانی
محمدحسین خلیلی اردکانی (زادهٔ ۱۳۳۴ در اردکان) سیاستمدار ایرانی و عضو کنونی شورای شهر کرج است. او نمایندهٔ حوزهٔ انتخابیهٔ کرج در دورهٔ ششم مجلس شورای اسلامی بوده‌است. او خواهرزاده سید محمد خاتمی است.